# Rerik
 Rerik város a Németország Mecklenburg-Elő-Pomeránia tartományában, az Amt Neubukow-Salzhaff-hoz tárózik, a Balti-tenger Salzhaff öble mellett. A Wustrow félsziget is a városhoz tartozik. A legközelebb vasutállomás Neubukowban van.
A város mai nevét 1938-ban kapta a Reric nevű kora középkori szláv kereskedőváros után, ami az akkori tudomány szerint ebben a térségben volt.  

## Városrészei
| - Blengow - Neu Gaarz - Gaarzer Hof - Garvsmühlen | - Meschendorf - Roggow - Russow - Wustrow |

## Története

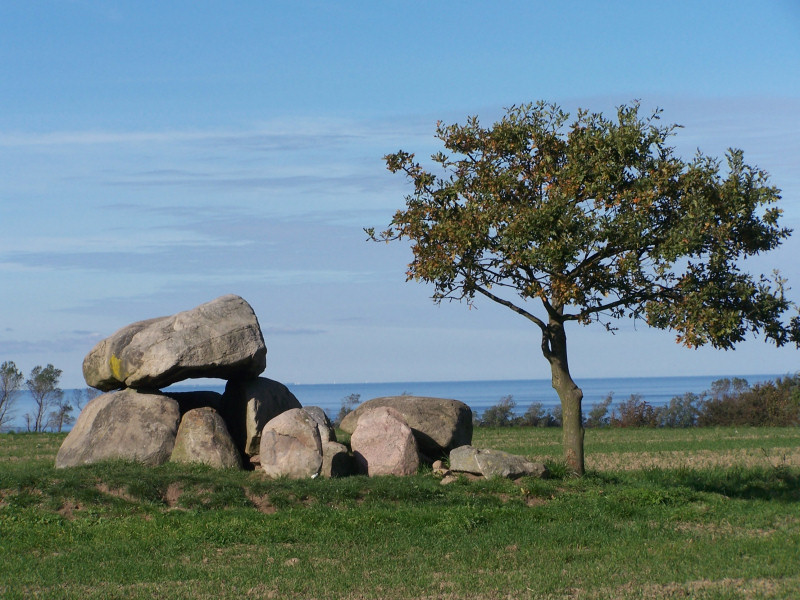
Megalitikus sír

A jelenlegi város az írott forrásokban elsőként 1230. október 18-án tűnik fel Alt Gaarz nevén. 1938. április 1-én a település város lett és felvette a Rerik nevet. 1933-tól 1945-ig a Wustrow félszigeten volt egy tüzériskola ami a Reichswehrhoz tartozott. Akkor körülbelül 3000 ember lakott a félszigeten. 1949 és 1993 között a Vörös Hadsereg volt a félszigeten.

## Turistalátványosságok
- A templom
- A kikötő
- A múzeum
- A megalitikus sírok

## Fordítás
- Ez a szócikk részben vagy egészben  a   Rerik című német Wikipédia-szócikk fordításán alapul.  Az eredeti cikk szerkesztőit annak laptörténete sorolja fel. Ez a jelzés csupán a megfogalmazás eredetét és a szerzői jogokat jelzi, nem szolgál a cikkben szereplő információk forrásmegjelöléseként.